# João Dourado
João Dourado é um município brasileiro do estado da Bahia. Está localizado na região centro-norte do estado.

## História
No século XVIII, o português Mateus Nunes Dourado e sua esposa, a mameluca Joana da Silva Lemos, foram atraídos pelo garimpo numa área de terra próxima a Jacobina. Da união nasceu João José da Silva Dourado, que comprou a fazenda Lagoa Grande, denominada "América Dourada". Um dos filhos de João José, o coronel João Dourado, construiu uma casa na região que atualmente abrange o município homólogo. Por conta da abundância de água, a localidade recebeu o nome de "Canal". A história sobre o estabelecimento do município foi incluído em seu hino e a cidade foi designada em homenagem ao coronel. Em 1985, foi elevada à categoria de município, sendo desmembrada de Irecê.

## Geografia
João Dourado está localizada no centro-norte do estado da Bahia, estando distante a 455 quilômetros da capital estadual, Salvador. Situa-se a 11º20'56" de latitude sul e 41º39'55" de longitude oeste. Com uma área de 913,258 km², limita-se com os municípios de América Dourada, Irecê, Morro do Chapéu e São Gabriel. De acordo com a divisão do Instituto Brasileiro de Geografia e Estatística, o município pertence às Regiões Geográficas Intermediária de Irecê e Imediata de Irecê.
João Dourado possui altitude média de 815 m. Seu clima é o semiárido, com temperatura média anual de 23,1 °C. Com índice de pluviosidade anual de 653,5 mm, tem seu período chuvoso os meses de novembro a março. Entre os solos registrados no município, está o Cambissolos e a caatinga arbórea aberta e a caatinga arbórea densa formam sua vegetação. Pertence à bacia hidrográfica do Rio São Francisco e o Rio Jacaré, assim como o Riacho da Salina, estão presentes na abrangência do município.

## Demografia
Em 2010, a população do município foi contada pelo Instituto Brasileiro de Geografia e Estatística (IBGE) em 22 359 habitantes. Segundo o censo daquele ano, 11 275 (50,43%) habitantes eram homens e 11 084 (49,57%) mulheres. Ainda segundo o mesmo censo, 13 566 (60,67%) habitantes viviam na zona urbana e 8 793 (39,33%) na zona rural. Já segundo estimativa de 2020 a população era de 25 402 habitantes, correspondendo a 0,17% da população total do estado e fazendo com que fosse o 138º município mais populoso.
O Índice de Desenvolvimento Humano Municipal (IDH-M) de João Dourado, de 0,593 em 2010, é considerado baixo pelo Programa das Nações Unidas para o Desenvolvimento (PNUD). O mesmo indicador havia sido apurado em 0,431 em 2000 e em 0,290 em 1991. Considerando-se apenas o índice de educação o valor é de 0,513, o valor do índice de longevidade é de 0,709 e o de renda é de 0,573. O coeficiente de Gini, que mede a desigualdade social, era de 0,52, sendo que 1,00 é o pior número e 0,00 é o melhor. A taxa de mortalidade infantil era de 10,42, e a expectativa de vida era de 67,52 anos em 2010, um aumento em relação a 2000, quando foi aferida em 59,60 anos.

## Política e administração
O Poder Executivo do município é representado pelo prefeito, auxiliado por onze secretários municipais. O executivo é chefiado por Rosângela Cardoso Dourado Loula, prefeita em exercício, que assumiu o cargo em decorrência da declaração de inelegibilidade da chapa eleita na eleição municipal de 2020.
O Poder Legislativo é representado pela Câmara Municipal de Vereadores, formada por onze vereadores eleitos para mandatos de quatro anos. O legislativo é dirigido pelo presidente, além do vice-presidente e do secretário. Cabe à casa elaborar e votar leis fundamentais à administração e ao Executivo, além de fiscalizá-lo. Como resultado da eleição de 2020, a Câmara Municipal ficou composta por quatro vereadores do Partido Liberal (PL), quatro do Partido Social Democrático (PSD), dois do Partido dos Trabalhadores (PT) e um do Partido Comunista do Brasil (PCdoB).
Na política nacional, Fernando Haddad (PT) obteve 8 736 votos (70,26%) em João Dourado no segundo turno da eleição presidencial, superando Jair Bolsonaro (PSL), que conseguiu 3 697 votos (29,74%). Para o governo da Bahia, Rui Costa (PT) recebeu 9 208 votos (79,59%) no município. Para o Senado Federal, Ângelo Coronel (PSD) e Jaques Wagner (PT) alcançaram 37,88% e 37,28% dos votos, respectivamente.

## Economia
O Produto Interno Bruto (PIB) de João Dourado foi estimado em R$ 105,4 milhões em 2010. No mesmo ano, seu PIB per capita foi avaliado em R$ 4.714,00, subindo para R$ 8.412,70 em 2018. Em 2019, as receitas da administração pública municipal foram de R$ 58,1 milhões, com despesas de R$ 59,4 milhões. O salário médio mensal dos trabalhadores formais em João Dourado era 2,2 salários mínimos em 2019.